# Jerry Coyne
Jerry Allen Coyne, född 30 december 1949, är en amerikansk evolutionsbiolog, ekolog, populärvetenskaplig författare och vetenskapsbloggare. Han är känd för sina inlägg i den amerikanska debatten mot kreationism och intelligent design. Han har publicerat nära 100 vetenskapliga artiklar som belyser evolutionsbiologin. Coyne är professor vid "Department of Ecology and Evolution", University of Chicago. Hans huvudsakliga forskningsområde är artbildning samt ekologisk och evolutionär genetik, särskilt rörande bananflugan, Drosophila. Coyne är författare till den vetenskapliga boken Speciation samt den storsäljande populärvetenskapliga boken Why Evolution Is True. Han driver även en vetenskaplig blogg, WhyEvolutionIsTrue. 

## Akademisk bakgrund
Coyne studerade biologi vid College of William & Mary, Harvard Universitet. Efter att ha arbetet vid Rockefeller University doktorerade han i biologi vid Harvard Universitet där han hade Richard Lewontin som rådgivare. Han har tilldelats flera priser (se lista nedan). Coyne har varit president (2011) och vicepresident (1996) för Society for the Study of Evolution samt medredaktör för tidskrifterna Evolution och The American Naturalist. Han arbetar för närvarande som professor och universitetslärare i ämnesområdena evolutionsbiologi, artbildning, genetisk analys, samhällsfrågor och vetenskaplig kunskap samt hur man skriver och talar på ett vetenskapligt sätt.
Hans arbeten publiceras huvudsakligen i naturvetenskapliga tidskrifter, men även i medier som The New York Times, Times Literary Supplement, och The New Republic. Hans forskningsintressen inkluderar populations- och evolutionär genetik, artbildning, ekologisk- och kvantitativ genetik, kromosomevolution, samt spermiekonkurrens.
Forskningen syftar huvudsakligen till att förstå artbildningsprocessen genom att studera de genetiska mönster den ger upphov till. Man undersöker om artbildning innefattar flera eller endast några få gener, huruvida genetisk drift spelar en väsentlig roll i processen, samt om transposoners förflyttning i genomet kan orsaka hybrid sterilitet och inviabilitet (bristfällig livsduglighet). Forskningsstrategin går ut på att uppskatta hur många gener som orsakar reproduktiv isolering i Drosophila (genom hybrid sterilitet, parningsurval osv), samt var generna är lokaliserade i genomet och vilka effekter de har. Flertalet studier kräver klassisk genetisk analys innefattande korsningar (hybridiseringar) mellan skilda arter, men man samarbetar även med andra grupper för att konstruera arternas respektive DNA-baserade fylogenier, samt för att använda molekylära markörer för så kallad quantitative trait locus (QTL) mapping (kartläggning) av de gener som orsakar reproduktiv isolering och morfologiska skillnader mellan arter.
Coyne är uttalat kritisk mot kreationism inkluderande teistisk evolution och intelligent design, vilka han, fritt översatt, kallar "den religiösa kreationismens senaste pseudovetenskapliga inkarnationer, skickligt smidda av en ny grupp entusiaster i syfte att kringgå färska legala restriktioner."
Den ecuadorianska grodan, Atelopus coynei, är uppkallad efter Coyne. Han samlade in holotypen i ett träsk i västra Ecuador när han var student på sena 1970-talet.

## Ateism
Coyne är en uttalad förespråkare för ateism, metafysisk naturalism och konflikttesen i likhet med Richard Dawkins och framlidne Christopher Hitchens. Han hävdar att religion och vetenskap är fundamentalt inkompatibla, att enbart en rationell utvärdering av evidens kan möjliggöra en pålitlig upptäckt av verkligheten och hur den egentligen fungerar, samt att vetenskapsmän som hyser religiösa åsikter är representanter för idén "att människor kan hålla två motstridiga idéer i huvudet samtidigt". Han har argumenterat för att inkompatibiliteten mellan vetenskap och tro grundas i oöverbryggbara skillnader i metodologi, filosofi, samt utfall när försök görs i syfte att upptäcka sanningar om universum.
På bloggen WhyEvolutionIsTrue diskuterar han i huvudsak evolutionsrelaterade ämnen, ateism, samt de filosofiska och praktiska skillnaderna mellan vetenskap och religion. Han har vid ett flertal tillfällen deltagit i publika debatter med teister.

## Utmärkelser
- 1989 Guggenheim Fellowship
- 2007 American Academy of Arts and Sciences
- 2011 Emperor Has No Clothes-priset från Freedom from Religion Foundation

## Utvalda vetenskapliga publikationer
- Coyne JA (2012). Science, Religion and Society: The Problem of Religion in America. Evolution 66(8):2654–2663. doi:10.1111/j.1558-5646.2012.01664.x
- Matute DR, et al. (2010). A test of the snowball theory for the rate of evolution of hybrid incompatibilities. Science 329(5998):1518-1521. doi:10.1126/science.1193440
- Llopart A, et al. (2002). Pigmentation and mate choice in Drosophila melanogaster. Nature 419(6905):360. doi:10.1038/419360a
- Greenberg AJ, et al. (2003). Ecological adaptation during incipient speciation revealed by precise gene replacement. Science 302(5651):1754-1757. doi:10.1126/science.1090432
- Coyne JA, et al.'. (1994). Genetics of a pheromonal difference contributing to reproductive isolation in Drosophila. Science 265(5177):1461-1464. doi:10.1126/science.8073292
- Price CSC, et al. (1999). Sperm competition between Drosophila males involves both displacement and incapacitation. Nature 400(6743):449-452. doi:10.1038/22755
- Coyne JA (1992). Genetics and speciation. Nature 355(6360):511-515. doi:10.1038/355511a0

## Onlineartiklar av Coyne
- "The faith that dares not speak its name: The Case Against Intelligent Design." The New Republic, 2005-08-22.
- "Ann Coulter and Charles Darwin. Coultergeist.", The New Republic, 2006-08-02.
- "Seeing and Believing: The never-ending attempt to reconcile science and religion, and why it is doomed to fail." The New Republic, 2009-02-04.
- The Great Mutator" The New Republic - Recension av Michael Behes bok, The Edge of Evolution, 2007-06-14.
- "Creationism by Stealth." Nature 41:745–746. 2001. doi:10.1038/35071144
- "A Letter to Charles Darwin." Oxford University Press (OUP) Blog, Celebrating the 200th Anniversary of Darwin's Birth, 2009-01-29.